# Blücher-medaille
De Blüchermedaille was een Oost-Duitse onderscheiding. De medaille was ingesteld om in oorlogstijd te worden uitgereikt. De medaille was verbonden aan de Blücher-orde.
Deze Blücher-orde (Duits: "Blücher-Orden") is een nooit toegekende onderscheiding van de voormalige DDR. De communistische regering van Oost-Duitsland had de orde op 13 oktober 1965 ingesteld om in het geval van een oorlog over een onderscheiding voor dapperheid te beschikken. De DDR had grote hoeveelheden van deze ordekruisen en medailles laten fabriceren, dat gebeurde in het geheim door de VEB Präwema in Markneukirchen. Het bestaan van de orde werd pas na de val van de muur bekend.
Toen werd duidelijk dat de DDR zich op een oorlog met West-Europa had voorbereid, er waren oefeningen gehouden waarbij de inzet van kernwapens vooral in Sleeswijk-Holstein werd gesimuleerd en de onderscheidingstekens voor maarschalken van de DDR lagen gereed voor gebruik.
De Orde zou door de regering van de DDR voor "moed in de oorlog" in drie graden, goud, zilver en brons worden toegekend. De naam herinnert aan de Pruisische Maarschalk Gebhard Leberecht von Blücher (ook bekend als "Maarschalk Voorwaarts") die op nieuwjaarsdag 1814 in de oorlog tegen Napoleon Bonaparte de Rijngrens was overgestoken. De Orde heeft de vorm van een wit geëmailleerd kruis en draagt het portretmedaillon van Blucher, Het medaillon wordt door een open eikenkrans omkranst. De keerzijde droeg de inscriptie "voor dapperheid" boven het wapen van de DDR. Er zijn drie verschillende kruisen vervaardigd, wat overeenkomt met drie graden van een orde, met kruisen met portretten en kransen van brons, zilver en goud. Er was ook een medaille ingesteld, de Blücher-Medaille draagt op de voorzijde een afbeelding van het kruis zonder email.
Het naar Russische trant vijfhoekig opgemaakte lint was geel met drie verticale zwarte strepen in het midden.
Het is bij socialistische orden ongebruikelijk om een kruis als versiersel te kiezen. De DDR maakte met deze orde een uitzondering op deze regel.
De orde zou aan de eerste Oost-Duitse militairen worden uitgereikt die de Rijn bereikten. Staatsraadvoorzitter Walter Ulbricht had op 5 mei 1965 al verklaard dat "de hereniging van Duitsland alleen in de vorm van een socialistische staat mogelijk zou zijn". Daarmee was de politieke tegenstelling tussen de beide Duitse staten verscherpt.
De Blücherorde werd nooit uitgereikt omdat het leger van de DDR nooit deelnam aan vijandelijkheden. In het Militärhistorischen Museum in Dresden en in de Gedenkstätte Point Alpha (Haus auf der Grenze) in Berlijn worden exemplaren van de orde tentoongesteld.